# Naryn (repas)
Le naryn (ou neryn ou encore norin) (en kirghize : наaрын, naaryn ; en kazakh : нарын, naryn ; en ouïghour : нерин ; en ouzbek : norin ; en russe : нaрын, naryn) est un plat d'Asie centrale composé de viande de cheval et de pâtes alimentaires.
Dans la cuisine kirghize, le naryn est fait de viande d'agneau finement hachée (ou de viande de cheval) avec une sauce à l'oignon. Lorsque des nouilles sont ajoutées au naryn, le plat porte le nom de beshbarmak.
Dans la cuisine ouzbèke, le naryn est un plat à base de nouilles fraîches faites à la main et de viande de cheval (parfois de bœuf ou de mouton). Le naryn peut être servi comme plat de pâtes froides (kuruk norin, ou norin « sec ») ou comme soupe chaude de nouilles (khul norin, ou norin « humide »).  Les pâtes faites maison sont roulées très finement et coupées en lanières de deux à quatre millimètres de large par 50 à 70 millimètres de long. Les nouilles sont cuites dans de l'eau bouillante ordinaire ou encore dans un bouillon de viande de cheval. La viande de cheval est ensuite émincée dans les pâtes. Le naryn peut être servi sur une assiette décorée de tranches de saucisse de viande de cheval (kazy). Le plat est servi dans le cadre de tout repas prolongé après le samosa et avant l'osh.